# Târnăveni
Târnăveni (rumænsk udtale: [tɨrnəˈvenʲ], historisk set Diciosânmartin; Ungarsk: Dicsőszentmárton, ungarsk udtale:[ˈdit͡ʃøːsɛntmaːrton] ( hør); Tysk: Sankt Martin, tidligere Marteskirch) er en by i distriktet  Mureș   i det centrale Rumænien. Byen har 20.604 (2021) indbyggere, og ligger ved Târnava Mică-floden i det centrale Transsylvanien. Byen administrerer tre landsbyer: Bobohalma (Bábahalma), Botorca (Őrhegy) og Cuștelnic (Csüdőtelke); den sidste var en del af Gănești Kommune indtil 2002.

## Historie

### Forhistorisk periode
Arkæologiske undersøgelser har vist, at der har eksisteret menneskelige samfund i dette område i tusindvis af år tilbage i tiden. I 1921 blev der fundet spor af en boplads fra bondestenalderen.

### Antikken
Der blev også fundet en samling af 135  denarii og to sølvkugler fra Romerriget.

### Middelalderen
Stedet blev historisk attesteret i 1279 under navnet terra Dychen Sent Marton i et dokument, der omhandlede jordflytninger og ejerskab.
I 1502 blev stedet nævnt som en bygd (Middelalderlatin: oppidum), som en del af Cetatea de Baltă Len af Moldaviens fyrste Steffen den Store og Petru Rareş. Da vinmarker dækkede størstedelen af det dyrkede land, blev det kendt som "vinlandet".